# Uldarique Marga

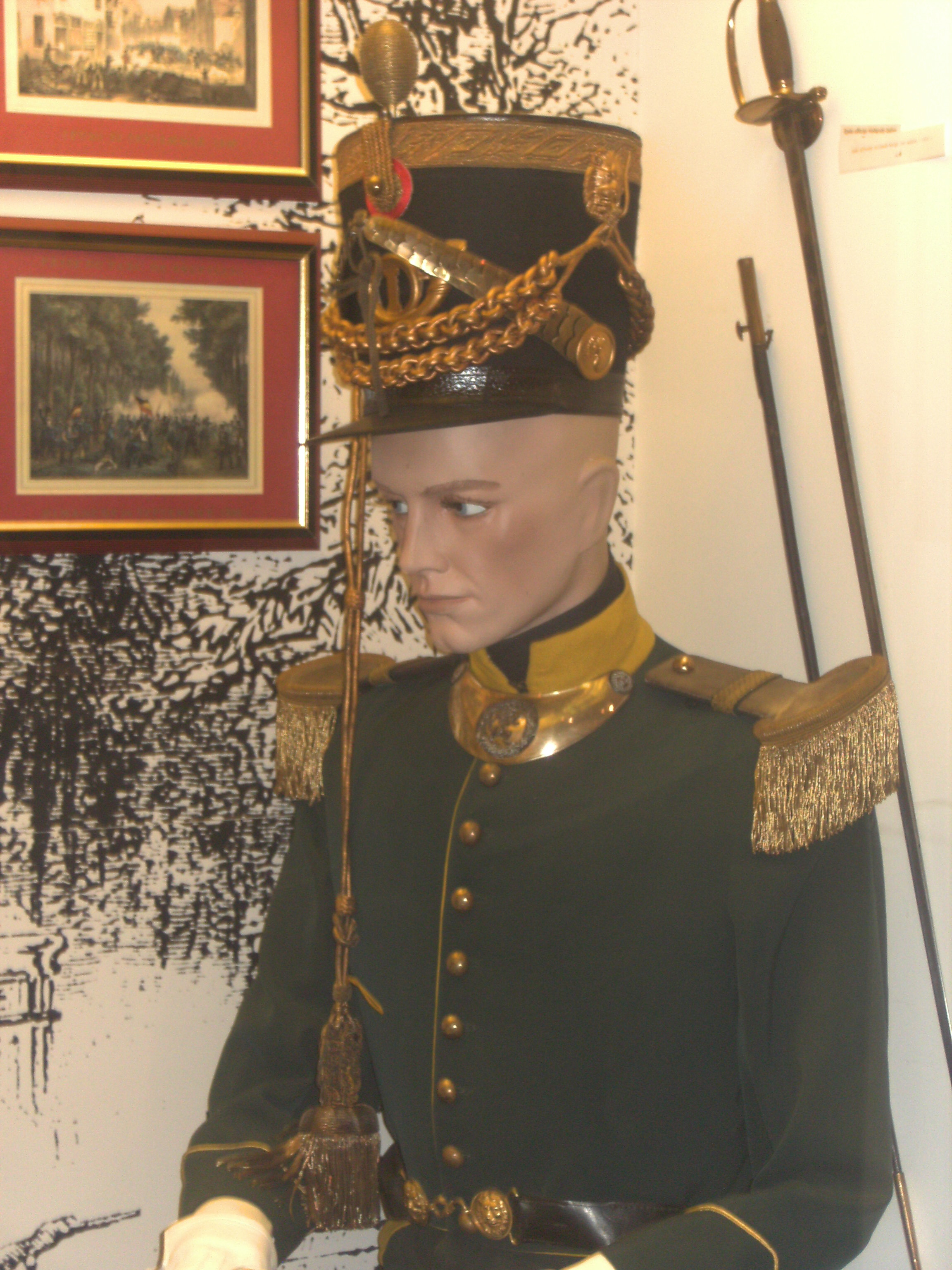
Uniform van een officier Infanterie Jager in België.

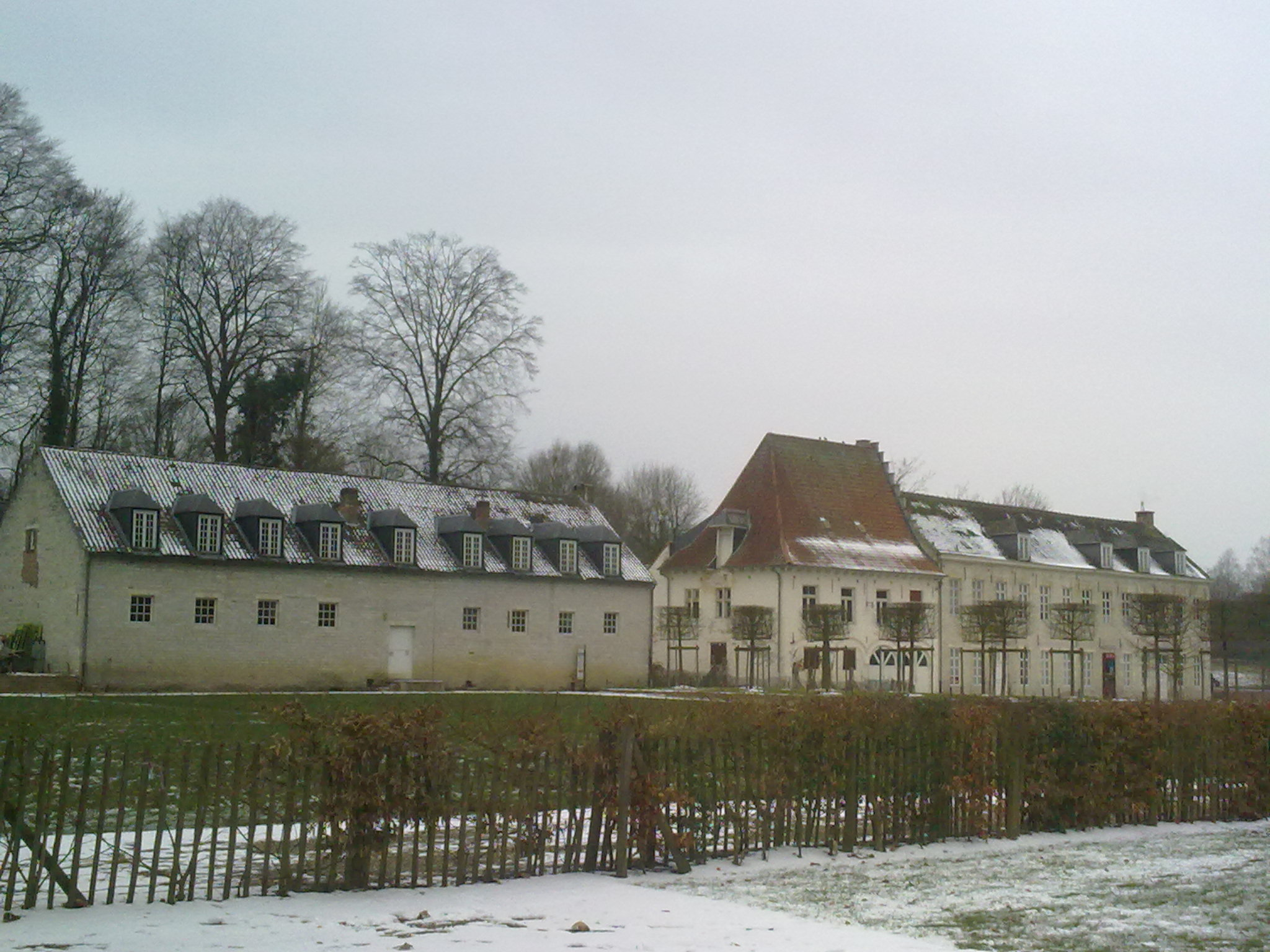
Rood Klooster, waar Marga zijn eerste munitiefabriek had.

Uldarique Auguste Marga (Waarmaarde, 27 juli 1854 – Sint-Joost-ten-Node, 14 oktober 1925) was een Belgisch officier en een industrieel uit Brussel.

## Levensloop
Marga groeide op in het landelijke Waarmaarde, een deelgemeente van Avelgem, in de Belgische provincie West-Vlaanderen, en volgde middelbare school in Ronse. 
Van 1872 tot 1892 was hij beroepsmilitair in het Belgisch leger. Hij was officier bij de Infanterie Jagers. Gedurende de laatste twee jaren van zijn militaire carrière was hij niet meer actief om gezondheidsredenen. Bij zijn pensionering in 1892 verliet Marga het leger met de rang van kapitein.
Marga besteedde zijn tijd aan de uitvinding, productie en verkoop van wapentuigen. Hij verbeterde een type geweer alsook patronen voor ammunitie. Talrijke brevetten van door hem ontwikkelde materialen stonden op zijn naam. Hij richtte een munitiefabriek op in de voormalige priorij Rood Klooster in Oudergem, nabij Brussel. Er gingen talrijke leveringen van patronen naar Zuid-Afrika waar de Boerenoorlog woedde. Een wijk van Oudergem draagt vandaag nog de naam Transvaal omwille van de uitvoer van munitie naar Transvaal. Nadien verhuisde Marga de munitiefabriek naar Diegem. De familie Marga woonde in het kasteel van Diegem. Vandaag herinnert het Margapaviljoen, een poortgebouw van het kasteel, naar de naam van deze industrieel. 
Marga richtte ook een fabriek op voor snelbouw van huizen. De demonteerbare huizen waren in licht hout gemaakt waarbij metalen hoeken stevigheid gaven. Dit kwam van pas bij snelle constructies in Belgisch-Congo. Op het einde van zijn leven interesseerde Marga zich in de luchtvaart, wat na de Eerste Wereldoorlog een belangrijke ontwikkeling kende. Marga stierf in 1925. De familie Marga verkocht het kasteel van Diegem in 1927.

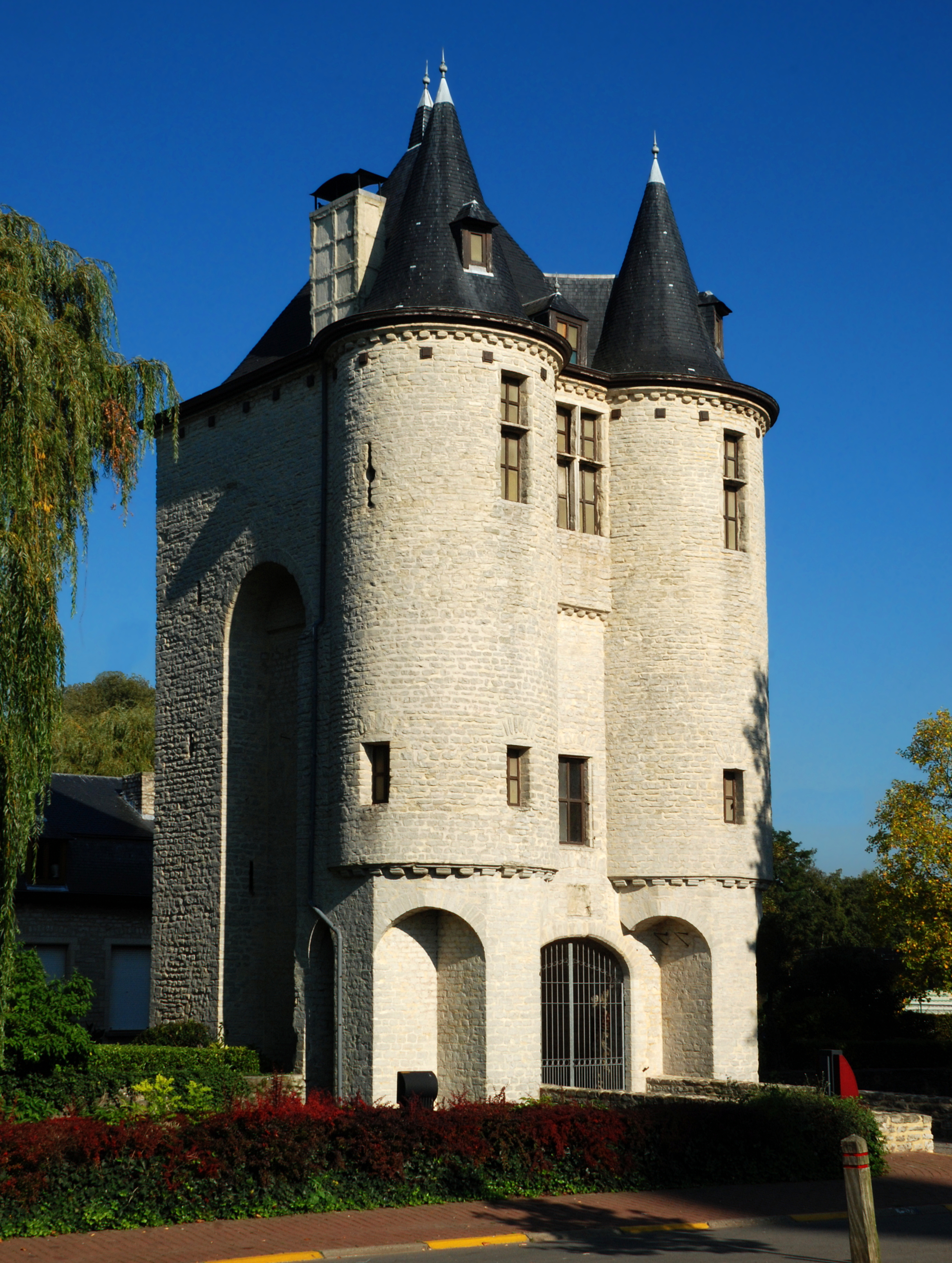
Margapaviljoen in Diegem.